# Sagraea capillaris
Sagraea capillaris är en tvåhjärtbladig växtart som först beskrevs av Olof Swartz, och fick sitt nu gällande namn av Dc.. Sagraea capillaris ingår i släktet Sagraea och familjen Melastomataceae. Inga underarter finns listade i Catalogue of Life.